# Чемпіонат Аргентини з футболу (аматорська епоха)
Чемпіонат Аргентини з футболу — за межами Британських островів, найстаріший футбольний турнір на планеті.
В другій половині XIX століття в Буенос-Айресі мешкала чисельна англійська діаспора. Англійці в 1867 році заснували перший в Аргентині футбольний клуб, а наступного року провели перший футбольний матч. Основоположником чемпіонату Аргентини вважається шотландський викладач Александер Хаттон Уотсон. В 1891 році між навчальними закладами Буенос-Айреса за його ініціативою був проведений перший чемпіонат. В 1893 році, під керівництвом Хаттона п'ять клубів заснували Аргентинську асоціацію ліги футболу.

## 1891–1911
У XIX ст. чемпіонат Аргентини розігрувався серед переселенців з Великої Британії. Найбільше успіхів у цей період досяг клуб «Ломас Атлетік», який п'ять разів здобував чемпіонське звання. В 1900 році чемпіонат виграє команда «Вища англійська школа», за яку грали футболісти, народжені вже на аргентинській землі. У 1901 році з'являються перша футбольна секція при аргентинському спортивному клубові з Ла-Плати — «Хімнасія і Есгріма». В 1909 році у вищому дивізіоні починає грати «Рівер Плейт», який відразу здобуває друге місце. У 1911 році «Алумні» здобуває свій десятий чемпіонський титул, але в наступному чемпіонаті команда участі не бере.
| Сезон | Кіл. команд | Чемпіон             | Віце-чемпіон          |
| ----- | ----------- | ------------------- | --------------------- |
| 1891  | 5           | «Сент-Ендрюс»       | «Олд Каледоніанс»     |
| 1893  | 5           | «Ломас Атлетік»     | «Флорес Атлетік»      |
| 1894  | 6           | «Ломас Атлетік»     | «Росаріо Атлетік»     |
| 1895  | 6           | «Ломас Атлетік»     | «Ломас Академія»      |
| 1896  | 5           | «Ломас Академія»    | «Флорес Атлетік»      |
| 1897  | 7           | «Ломас Атлетік»     | «Ланус Атлетік»       |
| 1898  | 7           | «Ломас Атлетік»     | «Лобос»               |
| 1899  | 4           | «Бельграно Атлетік» | «Лобос»               |
| 1900  | 4           | «Алумні»            | «Ломас Атлетік»       |
| 1901  | 4           | «Алумні»            | «Бельграно Атлетік»   |
| 1902  | 5           | «Алумні»            | «Барракас Атлетік»    |
| 1903  | 6           | «Алумні»            | «Бельграно Атлетік»   |
| 1904  | 6           | «Бельграно Атлетік» | «Алумні»              |
| 1905  | 7           | «Алумні»            | «Бельграно Атлетік»   |
| 1906  | 11          | «Алумні»            | «Сан-Мартін Атлетік»  |
| 1907  | 11          | «Алумні»            | «Естудіантес» (БА)    |
| 1908  | 10          | «Бельграно Атлетік» | «Алумні»              |
| 1909  | 10          | «Алумні»            | «Рівер Плейт»         |
| 1910  | 9           | «Алумні»            | «Естудіаніл Портеньо» |
| 1911  | 9           | «Алумні»            | «Естудіаніл Портеньо» |

## 1912–1914

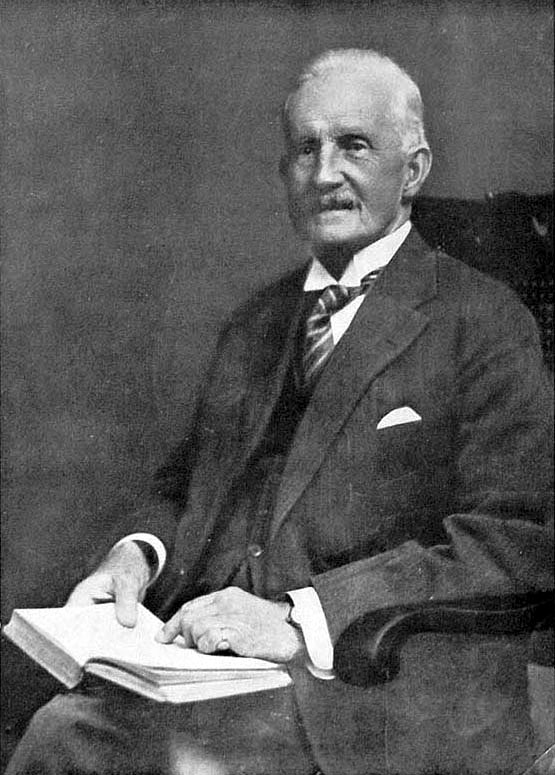
Александер Хаттон Уотсон (1899)

В 1912 Аргентинська футбольна асоціація (АФА) переходить на іспанську мову. У цьому ж році в аргентинському футболі відбувся поділ на дві ліги. «Естудіаніл Портеньо», «Естудіантес», «Хімнасія і Есгріма» переходять у новостворену Федерацію аргентинського футболу (ФАФ).
| Чемпіонат ААФ | Чемпіонат ААФ | Чемпіонат ААФ | Чемпіонат ААФ      | Чемпіонат ФАФ | Чемпіонат ФАФ | Чемпіонат ФАФ         | Чемпіонат ФАФ        |
| Сезон         | Кіл. команд   | Чемпіон       | Віце-чемпіон       | Сезон         | Кіл. команд   | Чемпіон               | Віце-чемпіон         |
| ------------- | ------------- | ------------- | ------------------ | ------------- | ------------- | --------------------- | -------------------- |
| 1912          | 6             | «Кільмес»     | «Сан-Ісідро»       | 1912          | 8             | «Естудіаніл Портеньо» | «Індепендьєнте»      |
| 1913          | 15            | «Расинг»      | «Сан-Ісідро»       | 1913          | 10            | «Естудіантес»         | «Хімнасія і Есгріма» |
| 1914          | 13            | «Расинг»      | «Естудіантес» (БА) | 1914          | 8             | «Естудіаніл Портеньо» | «Естудіантес»        |

## 1915–1918
Через три роки обидва футбольні організації об'єднуються в Асоціацію аргентинського футболу (ААФ) і проводять єдиний чемпіонат Аргентини. В цей час лідером в аргентинському футболі стає клуб «Расинг» (Авельянеда). Одним з найкращих гравців того «Расинга» був нападник Альберто Оако.
| Сезон | Кіл. команд | Чемпіон  | Віце-чемпіон  |
| ----- | ----------- | -------- | ------------- |
| 1915  | 25          | «Расинг» | «Сан-Ісідро»  |
| 1916  | 22          | «Расинг» | «Платенсе»    |
| 1917  | 21          | «Расинг» | «Рівер Плейт» |
| 1918  | 20          | «Расинг» | «Рівер Плейт» |

## 1919–1926
Протиріччя в аргентинському футболі продовжувалися, і в 1919 році тринадцять клубів із дев'ятнадцяти виходять із складу АФА. Новостворена організація — Асоціація аматорського футболу (ААмФ) проводить свій турнір і виявляє свого чемпіона Аргентини з футболу. Із шести клубів, які залишилися в ААФ, найбільш відомі: «Бока Хуніорс», «Естудіантес» та «Уракан». З наступного року обидві ліги почали збільшувати кількість учасників і в 1926 їх разом налічувалося 44 команди (ААФ — 18 клубів, ААмФ — 26). В 1922 році гравець «Індепендьєнте» Мануель Сеоане забиває в чемпіонаті ААмФ 55 голів. Це досягнення не перевершено і по нині.
| Чемпіонат ААФ | Чемпіонат ААФ | Чемпіонат ААФ  | Чемпіонат ААФ        | Чемпіонат ААмФ | Чемпіонат ААмФ | Чемпіонат ААмФ  | Чемпіонат ААмФ       |
| Сезон         | Кіл. команд   | Чемпіон        | Віце-чемпіон         | Сезон          | Кіл. команд    | Чемпіон         | Віце-чемпіон         |
| ------------- | ------------- | -------------- | -------------------- | -------------- | -------------- | --------------- | -------------------- |
| 1919          | 6             | «Бока Хуніорс» | «Естудіантес»        | 1919           | 14             | «Расинг»        | «Велес Сарсфілд»     |
| 1920          | 13            | «Бока Хуніорс» | «Банфілд»            | 1920           | 19             | «Рівер Плейт»   | «Расинг»             |
| 1921          | 10            | «Уракан»       | «Дель Плата»         | 1921           | 20             | «Расинг»        | «Рівер Плейт»        |
| 1922          | 17            | «Уракан»       | «Спортіво Палермо»   | 1922           | 21             | «Індепендьєнте» | «Рівер Плейт»        |
| 1923          | 23            | «Бока Хуніорс» | «Уракан»             | 1923           | 21             | «Сан-Лоренсо»   | «Індепендьєнте»      |
| 1924          | 22            | «Бока Хуніорс» | «Темперлей»          | 1924           | 24             | «Сан-Лоренсо»   | «Хімнасія і Есгріма» |
| 1925          | 23            | «Уракан»       | «Нуева Чикаго»       | 1925           | 25             | «Расинг»        | «Сан-Лоренсо»        |
| 1926          | 18            | «Бока Хуніорс» | «Аргентинос Хуніорс» | 1926           | 26             | «Індепендьєнте» | «Сан-Лоренсо»        |

## 1927–1930
З 1927 по 1930 роки проводиться єдиний чемпіонат. «Бока Хуніорс» найкраще грає у цей час: один титул чемпіона і три віце-чемпіона. В 1931 році був введений професіоналізм і в аргентинському футболі розпочалася нова епоха.
| Сезон | Кіл. команд | Чемпіон              | Віце-чемпіон   |
| ----- | ----------- | -------------------- | -------------- |
| 1927  | 34          | «Сан-Лоренсо»        | «Бока Хуніорс» |
| 1928  | 36          | «Уракан»             | «Бока Хуніорс» |
| 1929  | 35          | «Хімнасія і Есгріма» | «Бока Хуніорс» |
| 1930  | 36          | «Бока Хуніорс»       | «Естудіантес»  |

## Досягнення клубів
| Клуб                  | Місто           | Титули |
| --------------------- | --------------- | ------ |
| «Алумні»              | Буенос-Айрес    | 10     |
| «Расинг»              | Авельянеда      | 9      |
| «Бока Хуніорс»        | Буенос-Айрес    | 6      |
| «Ломас Атлетік»       | Ломас-де-Самора | 5      |
| «Уракан»              | Буенос-Айрес    | 4      |
| «Бельграно Атлетік»   | Буенос-Айрес    | 3      |
| «Сан-Лоренсо»         | Буенос-Айрес    | 3      |
| «Естудіаніл Портеньо» | Буенос-Айрес    | 2      |
| «Індепендьєнте»       | Авельянеда      | 2      |
| «Сент-Ендрюс»         | Буенос-Айрес    | 1      |
| «Ломас Академія»      | Ломас-де-Самора | 1      |
| «Кільмес»             | Кільмес         | 1      |
| «Естудіантес»         | Ла-Плата        | 1      |
| «Рівер Плейт»         | Буенос-Айрес    | 1      |
| «Хімнасія і Есгріма»  | Ла-Плата        | 1      |

## Зведена таблиця
У наведеній нижче таблиці враховані показники 10 найкращих команд за всі роки виступу в любительському чемпіонаті Аргентини.
| №  | Клуб               | Матчі | Перемоги | Нічиї | Поразки | Різниця м'ячів | Очки |
| -- | ------------------ | ----- | -------- | ----- | ------- | -------------- | ---- |
| 1  | «Расинг»           | 480   | 332      | 72    | 76      | 1068 — 365     | 736  |
| 2  | «Рівер Плейт»      | 513   | 287      | 112   | 114     | 833 — 477      | 686  |
| 3  | «Індепендьєнте»    | 467   | 254      | 106   | 107     | 887 — 445      | 614  |
| 4  | «Сан-Лоренсо»      | 424   | 249      | 88    | 87      | 781 — 419      | 586  |
| 5  | «Бока Хуніорс»     | 380   | 259      | 65    | 56      | 904 — 315      | 583  |
| 6  | «Естудіантес» (БА) | 669   | 208      | 134   | 327     | 878 — 1179     | 548  |
| 7  | «Сан-Ісідро»       | 561   | 203      | 121   | 237     | 844 — 902      | 527  |
| 8  | «Кільмес»          | 579   | 206      | 97    | 269     | 825 — 956      | 509  |
| 9  | «Платенсе»         | 451   | 199      | 107   | 145     | 618 — 504      | 505  |
| 10 | «Уракан»           | 369   | 216      | 70    | 83      | 724 — 331      | 502  |

## Командні рекорди
| Досягнення                                         | Кіл. | Клуб                   |
| -------------------------------------------------- | ---- | ---------------------- |
| Найбільше набраних очок                            | 736  | «Расинг»               |
| Найбільше набраних очок (у відсотках)              | 84%  | «Алумні»               |
| Найбільше проведених матчів                        | 669  | «Естудіантес» (БА)     |
| Найбільше перемог                                  | 332  | «Расинг»               |
| Найбільше перемог (у відсотках)                    | 78%  | «Алумні»               |
| Найбільше забитих м'ячів                           | 1069 | «Расинг»               |
| Найбільше забитих м'ячів за сезон                  | 113  | «Бока Хуніорс» (1930)  |
| Найбільше забитих м'ячів за сезон                  | 113  | «Індепендьєнте» (1930) |
| Найбільша середня результативність (голів за матч) | 3,34 | «Алумні»               |

## Найкращі бомбардири чемпіонату
| Досягнення                              | Кіл.      | Футболіст               | Клуб            |
| --------------------------------------- | --------- | ----------------------- | --------------- |
| Найкращий бомбардир чемпіонату          | 196 голів | Мануель Сеоане          | «Індепендьєнте» |
| Найкращий бомбардир чемпіонату за сезон | 55 голів  | Мануель Сеоане (1922Ам) | «Індепендьєнте» |
| Найбільше титулів найкращого бомбардира | 4         | Елісео Браун            | «Алумні»        |
| Найбільше титулів найкращого бомбардира | 4         | Альберто Оако           | «Расинг»        |
| Найбільше титулів найкращого бомбардира | 4         | Домінго Тарасконі       | «Бока Хуніорс»  |